# Laura Veirs
Laura Pauline Veirs (Colorado Springs, 24 ottobre 1973) è una cantante statunitense.

## Biografia
Originaria del Colorado, ha esordito nel 1999 con l'eponimo album di debutto, suonato solo con la chitarra. Il successivo lavoro, datato 2003, è autoprodotto. Nel periodo immediatamente successivo ha firmato un contratto con la Nonesuch Records e ha pubblicato altri tre album entro il 2010.

## Discografia
Album studio
- Laura Veirs (1999)
- The Triumphs and Travails of Orphan Mae (2001)
- Troubled by the Fire (2003)
- Carbon Glacier (2004)
- Year of Meteors (2005)
- Saltbreakers (2007)
- July Flame (2010)
- Tumble Bee (2011)
- Warp and Weft (2013)
- My Echo (2020)
- Found Light (2022)
- Phone Orphans (2023)

EP
- Two Beers Veirs (2008)